# Гайков, Владимир Михайлович
Владимир Михайлович Гайков (27 декабря 1945 , Кандалакша, Мурманская область — 12 октября 2018, Петрозаводск) — советский и российский музыкант-ударник, музыкальный педагог. Профессор Петрозаводской консерватории, заслуженный артист Российской Федерации (1997).

## Биография
В 1967 году окончил Петрозаводское музыкальное училище; с этого же года преподавал в нём (ныне — Петрозаводский музыкальный колледж имени К. Э. Раутио).
В 1973 году окончил Петрозаводский филиал Ленинградской государственной консерватории им. Н. А. Римского-Корсакова по классу А. Ф. Емельянова.
В 1964—1972 годах — артист симфонического оркестра Карельского телевидения и радио, в 1972—2010 гг. — солист-литаврист симфонического оркестра Карельской филармонии.
Одновременно с 1985 года преподавал в Петрозаводской государственной консерватории им. А. К. Глазунова, профессор. В 1973—2010 гг. был солистом ансамбля Карелия-Брасс.

## Отзывы
… [В. М. Гайков] своей игрой держит весь оркестр. <…> У него прекрасное ощущение оркестра и знание музыкальной литературы. …редкое качество мастерства Владимира Гайкова — у его литавр особый поющий звук, и он добивается продолжения этого звука в воздухе. Я всегда слышу, если за литаврами кто-то другой.— Олег Солдатов

## Дискография
- «Трио баянистов „Карелия“» / Владимир Гайков, ксилофон // С30-10193-94. — Всесоюзная фирма грампластинок «Мелодия»: Ленинградский завод грампластинок, 1979.

## Награды и признание
- Заслуженный артист Карелии[5]
- Заслуженный артист Российской Федерации (1997)[1]
- орден Дружбы (2009)[6]